# Stenostaura ophthalmisa
Stenostaura ophthalmisa är en fjärilsart som beskrevs av Sergius G. Kiriakoff 1968. Stenostaura ophthalmisa ingår i släktet Stenostaura och familjen tandspinnare. Inga underarter finns listade i Catalogue of Life.